# アルカティアス
アルカティアス（希：'ΑρκαΘίας、ラテン文字転記：Arcathias、? - 紀元前86年）は、ポントス王ミトリダテス6世とその妹のラオディケの息子である。
アルカティアスは第一次ミトリダテス戦争に小アルメニアから騎兵10000騎を率いて参加し、紀元前88年にアルケラオス・ネオプトレモス兄弟と共にアムニアス川の戦いでビテュニア王ニコメデス4世を破った。その後、アルカティアスはマケドニアに進撃してローマ軍を破って全域を支配下に置いてギリシアのスラに向けて進軍したが、紀元前86年にティサイオス（ポテイダイア）近くで病死した。

## 註
1. ↑  アッピアノス, 「ミトリダテス戦争」, 17, 18
2. ↑  アッピアノス, 「ミトリダテス戦争」, 35